# 延比奧
延比奧是南蘇丹西南部的城市，由西赤道州負責管轄，位於首都朱巴以西約444公里，毗鄰與剛果民主共和國接壤的邊境，海拔高度650米，2011年人口約40,000。

## 外部連結
- Location of Yambio, South Sudan At Google Maps
- Administrative Map of Sudan & South Sudan （页面存档备份，存于）